# Defensa de Publi Sul·la
Defensa de Publi Sul·la (llatí: Pro Sulla) és un discurs pronunciat per l'escriptor i polític romà Ciceró l'any 62 aC, un any després del seu consolat. Publi Corneli Sul·la havia estat doblement acusat d'haver participat en la primera conjuració del 66 aC i també de la segona conjuració del 63 aC, encapçalades per Catilina.

## Context
Després de la mort de Catilina l'any 62 aC, el senat va portar a terme persecucions i processos judicials en contra d'aquells qui havien participat en la conjuració d'una manera o una altra. Un d'aquests perseguits fou P. Corneli Sul·la, acusat no només d'haver intervingut en la conjuració de Catilina del 63 aC, sinó també en la del 66 aC, que de manera impròpia ha estat anomenada “primera conjuració catilinària”.
Publi Corneli Sul·la pertanyia
a una família de la nobilitas romana, i era parent del dictador Sul·la, en un grau no gaire clar, segons Dió Cassi era el nebot (ἁδελφιδοῦς), mentre que Ciceró simplement el defineix com un parent proper (propinquus). Sigui quina sigui la seva relació, és clar que va aconseguir un paper en la vida política i social de Roma gràcies a aquest parentesc. L'any 66 aC va obtenir el consolat juntament amb Publi Autroni Petus. Sul·la va aconseguir els vots de totes les centúries. Tot i així, el seu triomf va tenir poca durada, atès que va ser desposseït del càrrec juntament amb Autroni per una acusació d'ambitus o corrupció electoral. Aquest fet va suposar un revés en la seva vida política i Ciceró en el discurs hi fa constant referència.
 Publi Sul·la i Autroni van rebre el suport dels populares en la seva candidatura, cosa que no va agradar als optimates i van ser aquests qui van acusar-los de ambitus i posteriorment destituir-los. La resposta dels populares va ser, segons diu Suetoni, una conspiració de Juli Cèsar, Marc Crassus, Publi Sul·la i Luci Autroni a principis de l'any 65 aC. Aquests pretenien apoderar-se del senat i assassinar els nous cònsols Luci Cota i Luci Torquat, entre d'altres. Així, Juli Cèsar seria proclamat magisteri equitum i Crassus seria dictator, de tal manera que els seria fàcil restituir el consolat a Sul·la i a Autroni. Aquesta conspiració es va conèixer com la “primera conjuració de Catilina”. Tot i això, no queda molt clar el grau de participació de Sul·la: segurament el seu paper hauria estat secundari i servint a Cèsar i Crassus. Pel que fa a la conjuració de l'any 63 aC, Sul·la hi podria haver participat, però també s'ha de dir que les dades entorn del fet no estan ben esclarides. Tot i així, Sul·la va haver de sotmetre's a un procés judicial l'any 62 aC i demostrar que no havia participat. A aquest procés concerneix el discurs Pro Sulla.

## Acusació
L'acusació va ser doble: la participació en la conjuració del 66 aC i en la del 63 aC.
L'acusació la va presentar Luci Torquat, enemic de Sul·la, i es va servir com a base de la lex Plautia de vi, llei que castigava els pertorbadors de l'ordre públic. Segons sembla, Torquat va emprendre aquest procés per motius, a més de polítics, personals. De la defensa de Sul·la va encarregar-se Ciceró i Hortensi. No coneixem el discurs que va pronunciar Torquat sobre els càrrecs de totes dues conjuracions, ni la defensa que va fer Hortensi sobre la conjuració del 66 aC. Tot i així podem deduir certs termes de l'acusació de Torquat a través del discurs de Ciceró. A part de culpar Sul·la, també va utilitzar el seu discurs per atacar Ciceró: li recrimina els seus orígens i el fet de ser estranger i li retreu haver traït la seva amistat en acceptar la defensa de Sul·la en un procés on ell era la part actora. Aquests retrets segurament varen irritar bastant a Ciceró i és per això que el discurs Pro Sulla és en bona part una defensa d'ell mateix.

## Estructura
1. 1. L'exordi (1-2): Ciceró justifica la seva intervenció en el procés. També, fa saber la seva benevolència, tot i que en un altre temps havia estat sever, i expressa que el fet de defensar a Sul·la no és pas una contradicció. Per acabar es dol de les crítiques que li dedica Torquat.
2. L'argumentació (2-85): Aquesta part, de fet, és una apologia personal, on l'orador es defensa dels retrets d'inconseqüència que anteriorment li ha dedicat Torquat per defensar a Sul·la i rebutjar a d'altres amb les mateixes acusacions. No és fins més ben avançat el discurs que comença pròpiament la defensa de Sul·la, on desmunta l'acusació i demostra la innocència d'aquest.
3. La peroració (86-93): en aquesta última part, escrita en forma de miseratio, Ciceró invoca als déus com a testimonis de la seva objectivitat i afirma solemnement la innocència del seu defensat. Diu que Sul·la i la seva família no mereixen ser deshonrats i apel·la a la pietat i a la bondat dels jutges.

## Resolució
Sul·la va sortir absolt del judici però no es pot saber si realment va participar en la conjuració o no, o si realment
Ciceró el considerava tan innocent com deia.

## Transmissió textual
Es conserva un manuscrit que ens ha transmès completament el discurs Pro P. Sulla.Aquest pertany a un grup de còdexs alemanys i actualment es troba a Múnic. Es tracta del Tegernseensis (T)', dels segles XI- XII.
És important el còdex Erfurtensis (E), dels segles XII-XIII, encara que només conserva la part final del discurs, els paràgrafs 81-93, ja que les pàgines anteriors van ser arrencades.
També és valuós el Palatinus 1525 (e) per a l'establiment del text. Aquest només té 43 paràgrafs del començament, de tal manera que substitueix una bona part del principi de l'Erfurtensis (E).